# 萨默塞特县 (新泽西州)
萨默塞特县（英語：Somerset County）是美国新泽西州中北部的一個縣，面積790平方公里，為紐約都會區的一部分；根據2020年美國人口普查，共有人口34萬5,361人。縣治位於桑莫維爾。本郡於1688年5月14日自密德薩克斯郡分出。其名稱源自位於英格兰的同名郡（Somerset）。
萨默塞特县以全人口平均財產來算是全美排名第七富裕的郡，以及紐澤西州內最富裕的郡；若以人均收入來算則為全美第十的郡，以及紐澤西內的第二名；而中等收入為全美第六名。

## 地理
根據美国人口普查局資料，萨默塞特县總面積為790平方公里（305平方英里），其中789平方公里為陸地，1平方公里為水體。
最高點為位於伯納維爾的Mine Mountain，約高海拔262（860英尺）。最低點為與密德薩克斯郡交界處的拉里坦河河面，相當於海平面。

### 鄰近郡份
- 摩里斯郡 - 北側
- 尤寧郡 - 東側
- 密德薩克斯郡 - 東南側
- 默瑟郡 - 南側
- 亨特登縣 - 西側

## 人口
| 调查年                           | 人口    | 备注  | %±    |
| -------------------------------- | ------- | ----- | ----- |
| 1790                             | 12,296  |       | —     |
| 1800                             | 12,815  |       | 4.2%  |
| 1810                             | 14,725  |       | 14.9% |
| 1820                             | 16,506  |       | 12.1% |
| 1830                             | 17,689  |       | 7.2%  |
| 1840                             | 17,455  | *     | −1.3% |
| 1850                             | 19,692  |       | 12.8% |
| 1860                             | 22,057  |       | 12.0% |
| 1870                             | 23,510  |       | 6.6%  |
| 1880                             | 27,162  |       | 15.5% |
| 1890                             | 28,311  |       | 4.2%  |
| 1900                             | 32,948  |       | 16.4% |
| 1910                             | 38,820  |       | 17.8% |
| 1920                             | 47,991  |       | 23.6% |
| 1930                             | 65,132  |       | 35.7% |
| 1940                             | 74,390  |       | 14.2% |
| 1950                             | 99,052  |       | 33.2% |
| 1960                             | 143,913 |       | 45.3% |
| 1970                             | 198,372 |       | 37.8% |
| 1980                             | 203,129 |       | 2.4%  |
| 1990                             | 240,279 |       | 18.3% |
| 2000                             | 297,490 |       | 23.8% |
| 2006年估计                       | 324,186 | [ 5 ] |       |
| *面積減少 過去人口調查資料來源： |         |       |       |

根據2000年的人口普查，萨默塞特县人口為297,490人，108,984戶住戶，以及78,359個家庭；人口密度為每平方公里377人，總住宅數為112,023戶，平均住宅密度為每平方公里142戶。種族組成為79.34%白人、7.53%非裔、0.13%美洲原住民、8.38%亞裔、0.04%太平洋島裔、2.74其他族裔，以及1.83%為二或多族裔；8.68%的人口為拉丁裔或南美裔；17.6%為義大利裔、9.3%為德裔、與7.5%為波蘭裔。
在108,894戶住戶內36.2%有18歲以下小孩一同居住、60.6%為婚姻關係夫妻、8.2%為以女性為單親而無丈夫、而28.1%為非家庭關係但一同居住、22.8%為個人住戶、而7%為與65歲以上年長者一同居住。平均住戶大小為2.69人，而平均家庭大小為3.19人。
人口年齡分布為：25.5%為18歲以下、5.9%為18至24歲、33.8%為25至44歲、23.5%為45至64歲、以及11.2%為65歲及以上。中間年齡為37歲。每一百個女性有95.4個男性；18歲以上者，每100個女性有92.1個男性。
住戶中間收入為76,933美元，而家庭中間收入為90,605美元；男性中間收入為60,602美元，而女性中間收入為41,824美元；人均收入為37,970美元。貧窮比例為1.7%，這是全美國內有兩萬五千人的郡的最低比例。在全部的人口中，18歲以下有3.8%以及65歲以上有4.9%的人口居住於貧窮線之下。

## 歷史
萨默塞特县為美國最老的郡之一。第一個歐洲殖民者在1681年進入此地方，在邦德布魯克 (新澤西州)附近建立城鎮；而萨默塞特县在1688年5月22日得到特許建郡；最初的居民大多為荷裔。在美國獨立戰爭時期，萨默塞特县為重要戰地，乔治·华盛顿多次舉軍路過此地；在一戰與二戰時期，桑莫塞郡為重要的軍事基地與裝備儲蓄製造地之所在。
萨默塞特县在過去都一直以农业為主，直到十九世紀末時桑莫塞丘地區成為當時許多富裕企業家的居住地；直到今天，許多藥廠企業家還是居住在該地區1960年代時期，許多在過去一直保持為農村型態的鄉村大量且快速的轉化成郊區社區，例如橋水鎮以及位於瓦彰丘陵（Watchung Hills）的瓦欽、格林布魯克鎮區 (新澤西州)、以及沃倫由於許多著名藥廠與科技公司皆位於萨默塞特县，這更加強了郊區化的現象；例如華倫鎮有著「紐澤西境內最綠的地方」的美名；而近來許多自紐約市湧入的人口選擇居住在此地，並使用通勤铁路拉里騰河谷線與葛拉德史東線或是78号州际公路通勤。